# Humpty-Bump
Der Humpty-Bump ist eine Kunstflugfigur und ähnelt dem Looping. Der Unterschied liegt darin, dass das Flugzeug keinen vertikalen Kreis, sondern erst senkrecht nach oben fliegt, bevor es am Scheitelpunkt in eine senkrechte Abwärtsbewegung übergeht.

## Gezogener Humpty
Um den gezogenen Humpty-Bump einzuleiten, wird das Flugzeug durch Ziehen am Höhenruder aus dem Horizontalflug in einen senkrechten Steigflug gebracht. Bevor das Flugzeug aufgrund von Geschwindigkeitsmangel ein Männchen fliegt, wird nach dem Zeigen der Senkrechten ein Loopbogen eingeleitet, der wiederum in der Senkrechten gestoppt wird. Kurz vor Erreichen der Ausgangsfluggeschwindigkeit wird das Flugzeug durch erneutes Ziehen am Höhenruder wieder in den Horizontalflug gebracht.
Bei diesem Manöver wirken positive G-Kräfte auf den Piloten.

## Gedrückter Humpty
Dabei handelt es sich im Grunde um dieselbe Figur, allerdings wird der Loopbogen nicht gezogen, sondern gedrückt (negativ) geflogen.